# Yair Rodríguez
Yair Raziel Rodríguez Portillo, född 6 oktober 1992 i Parral, är en mexikansk MMA-utövare som sedan 2014 tävlar i organisationen Ultimate Fighting Championship.